# هاكان أرسلان (لاعب كرة قدم)
هاكان أرسلان (بالتركية: Hakan Arslan)‏ هو لاعب كرة قدم تركي في مركز ظهير ‏، ولد في 12 مارس 1989 في عثمان غازي (مدينة) في تركيا. لعب مع بولو سبور وشانلي أورفا سبور.

## وصلات خارجية
- هاكان أرسلان (لاعب كرة قدم) على موقع اتحاد تركيا (لاعب) (الإنجليزية)
- هاكان أرسلان (لاعب كرة قدم) على موقع قاعدة بيانات كرة القدم.إي يو (الإنجليزية)
- هاكان أرسلان (لاعب كرة قدم) على موقع Soccerway.com (الإنجليزية)
- هاكان أرسلان (لاعب كرة قدم) على موقع عالم كرة القدم.نت (الإنجليزية)